# 忘却シリーズ
『忘却シリーズ』（ぼうきゃくシリーズ）は佐々木倫子による日本の漫画作品。『花とゆめ』『花とゆめ増刊号』（白泉社）にて1983年9月から1987年5月まで連載された。単行本は花とゆめコミックスより全3巻が刊行された。雑誌掲載時の通しサブタイトルは「忘却コメディ」。
連載当時の札幌市を舞台としている。シリーズ1冊目の単行本『食卓の魔術師』は、作者の初単行本。1987年に発表したシリーズ最終作「名犬アイボリー」のみ単行本未収録となっている。

## あらすじ
人の顔を覚えることが極度に苦手な高校生の勝久は、知り合いに声をかけられることすら恐怖に感じ、勝久の友人知人のほとんどを知る幼なじみの三本木だけが頼みの綱だった。ある日勝久は、銀行強盗の犯人と出くわし、顔を見てしまうが、どうしても人相を思い出せない。ところが顔を覚えられたと思いこんだ犯人が、勝久の命を狙い始める。

## 登場人物
黒田 勝久（くろだ かつひさ）
主人公。黒田家3兄弟の末っ子。視力も記憶力も悪くないにもかかわらず、人の顔と名前を覚えることができない高校生。特に女子は会うたびに服装や髪形が違うためになおさら覚えられない上、親戚の顔すら分からない有様で、そのコンプレックスからささいなことを深く考えすぎるくせがある。飼い犬のルイだけが唯一の心の友。父親は北海道警察本部捜査第一課長。
黒田 洋平（くろだ ようへい） / 黒田 瑞生（くろだ みずお）
黒田家の長男と二男で勝久の兄。ともにマイペースで個性が強く、勝久を翻弄する。
ルイ
勝久が小学生の時に拾ってきた黒田家の飼い犬。朝方「ぼーっ、ぼーっ」と鳴くくせがある。
三本木（さんぼんぎ）
勝久とは幼稚園以来の親友で、現在に至るまで交友範囲がほぼ重なっていることから、本人に代わって勝久の知人のデータを覚える「記憶係」として、過度なまでに勝久に頼りにされている。
戸川 滋比古（とがわ しげひこ）
黒田家の隣の「戸川動物病院」の息子。花形満に憧れて彼の髪形を真似しているナルシストだが、隣人で小学校6年間同じクラスだったにもかかわらず、勝久が自分を覚えていなかったことにショックを受け、以来何かと勝久に絡んでくる。

## 各話一覧
- 単行本「食卓の魔術師」収録
  - 「ちょっとだけハードボイルド」（1983年花とゆめ19号）
  - 「コレクター」（1984年花とゆめ5月増刊号）
  - 「食卓の魔術師」（1984年花とゆめ18号）
- 単行本「家族の肖像」収録
  - 「家族の肖像」（1985年花とゆめ3号）
  - 「魔の席」（1985年花とゆめ8号）
  - 「君の名は」（1985年花とゆめ17号）
- 単行本「代名詞の迷宮」収録
  - 「山田の猫」（1986年花とゆめ2号）
  - 「代名詞の迷宮」（1986年花とゆめ18～21号）
- 「名犬アイボリー」（1987年花とゆめ11号、単行本未収録）